# Nabil Rajab
Nabil Ahmed Abdulrasul Rajab (en arabe : نبيل أحمد عبدالرسول رجب), né le 1er janvier 1954, est un militant des droits de l'homme et un opposant politique bahreïnien. Il est le président du Centre bahreïnien des Droits de l'homme (BCHR, selon son sigle anglais), organisation non gouvernementale sans but lucratif œuvrant à promouvoir les droits de l'homme à Bahreïn. Il est également membre du Comité consultatif de la division Proche-Orient de l'organisation Human Rights Watch, secrétaire général délégué à la Fédération internationale des ligues des droits de l'homme (FIDH),, ancien président de CARAM Asie, et président du Centre des Droits de l'homme du Golfe (sigle anglais GCHR).
Nabil commença à militer pour les droits de l'homme à l'occasion du soulèvement survenu à Bahreïn dans la décennie 1990, et s'engagea ensuite dans des campagnes en faveur des travailleurs immigrés employés dans les États appartenant au Conseil de coopération du Golfe. Il devint par la suite l'un des principaux militants à mener campagne contre les violations des droits de l'homme à Bahreïn, notamment contre la torture et les décès lors de détentions. Il s'est signalé à ce titre par l'usage précoce et intensif de réseaux sociaux en ligne comme mode de diffusion de ses campagnes, ce qui ne laissa de le mettre aux prises avec les autorités de son pays. Les organisations Human Rights Watch, Reporters sans frontières et Front Line Defenders le présentent comme étant spécialement visé par les autorités de Bahreïn en raison de ses activités en faveur des droits de l'homme,.
Lors du soulèvement de 2011 et 2012 à Bahreïn, au cours duquel il dirigea de nombreuses actions de protestation, il se heurta aux autorités politiques et aux forces de sécurité ; son domicile fut attaqué au gaz lacrymogène, il fut plusieurs fois arrêté, aurait été battu, et fit l'objet de menaces de mort. En plus de critiquer le gouvernement de Bahreïn, il ne se priva pas par ailleurs de fustiger vertement le rôle joué par les alliés de Bahreïn, y compris les États-Unis.
À la suite des protestations qui eurent lieu lors du Grand Prix automobile de Bahreïn en avril 2012 et qui attirèrent l'attention des médias internationaux, Rajab fut à plusieurs reprises arrêté et incarcéré. Le 9 juillet, il fut détenu et condamné à trois mois de prison pour avoir, dans un message Twitter, « insulté les Bahreïniens »; plus récemment, le 16 août, alors qu'il se trouvait encore en détention, Rajab se vit infliger une peine de trois ans d'emprisonnement sur trois chefs d'accusation en rapport avec ses activités contestataires. Ce verdict a suscité des critiques de la part des alliés occidentaux de Bahreïn et des organisations des droits de l'homme. En décembre 2012, la sentence fut réduite en appel à deux ans de prison.
Il est condamné en 2018 à cinq années d'incarcération pour ses critiques envers la coalition militaire dirigée par l'Arabie saoudite - incluant Bahreïn - au Yémen et sa dénonciation de la torture. Il fait l'objet depuis juin 2020 d'une libération conditionnelle sous réserve de ne plus défendre les droits de l'homme.
Si les efforts de Rajab pour la défense des droits de l'homme ont été internationalement reconnus, il n'en reste pas moins une figure controversée au sein de la société bahreïnienne. En tant que chef de file officieux du mouvement du 14 février, il fait figure, selon Reuters, de héros pour les protestataires, mais est considéré avec méfiance par ceux des Bahreïniens qui redoutent que le mouvement de protestation ne débouche sur une prise de pouvoir par les islamistes chiites.

## Biographie personnelle
Né le 1er janvier 1964 au sein d'une famille des classes moyennes, Nabil Rajab fit à Bahreïn ses études secondaires dans une filière scientifique, qu'il acheva en 1983. Il s'inscrivit ensuite à l'université de Pune (anciennement université de Poona) en Inde, et y obtint en 1987 une licence (bachelor's arts degree) en sciences politiques et histoire,. Marié et père de deux enfants, il gagna tout d'abord sa vie comme entrepreneur en bâtiment, mais en février 2012, se déclarant victime de ce qu'il appela harcèlement gouvernemental, il annonça son intention de cesser son activité professionnelle.

## Militantisme en faveur des droits de l'homme

### Premières années
Dans un entretien qu'il accorda au journal dissident Bahrain Mirror en juin 2011, Rajab évoqua ses premières activités de défense des droits de l'homme, lesquelles remontent à ses années au lycée Al Houra, et décrivit deux expériences particulièrement instructives qu'il lui fut alors donné de vivre :

« Il y a deux événements qui m'ont spécialement affecté : le premier, quand un collègue s'est jeté du deuxième étage pour échapper à la police en civil qui avait assailli l'école, le second, lorsqu'un enseignant qui m'était cher a été arrêté. C'est alors que ma voix a commencé à s'élever et à devenir dérangeante. Un certain moment, j'ai été surpris en train de vandaliser un mur de l'école en le couvrant d'inscriptions sur les droits de l'homme, mais apolitiques, et l'on m'a placé alors devant le choix, soit d'être livré à la police, soit de changer d'école. J'ai donc fait le choix facile de quitter l'école, et comme j'étais alors le premier de la classe, j'ai choisi de faire le pas vers l'école Cheikh Abdul Aziz. »

Rajab se rendit en Inde pour y étudier les sciences politiques et l'histoire. Il décrocha sa licence (Bachelor's degree), mais, empêchè ensuite d'obtenir sa maîtrise (Master's degree) en raison de problèmes financiers liés à la maladie dont commençait à souffrir son père, il revint à Bahreïn pour y trouver un emploi.
Pendant toutes ses années d'étudiant, il resta indépendant de toute affiliation politique. Quoiqu'il n'eût guère alors d'idées bien précises sur ce que signifient les droits de l'homme, et qu'il fût dépourvu de toute culture en ce domaine, ignorant notamment les normes et les préceptes en la matière, il ne manquait pas néanmoins, dit-il, de s'exprimer au sein de l'Union générale des étudiants bahreïni contre toute forme d'injustice. Il s'engagea également dans différentes campagnes internationales plus spécifiquement orientées sur certains sujets particuliers.
Selon ses propres dires, c'est à l'occasion du soulèvement des années 1990 à Bahreïn qu'il commença à prendre part à des formes organisées d'action en faveur des droits de l'homme. En 1996, ayant émis l'idée de mettre sur pied, avec Ali Rabea et Ibrahim Kamal Al Denssed, une organisation des droits de l'homme, il fut présenté à Salman Kamal Al Den, Sabika Al Najjar, Mohammed Al Motawa et d'autres camarades ; tous ensemble, ils tinrent alors des réunions secrètes et fondèrent en 2000 la Société bahreïni des droits de l'homme.

### Fondation de comités des droits de l'homme
Après que la période oppressive déterminée par la loi sur la sécurité de l'État eut pris fin en 2000, Rajab, en tant qu'un des fondateurs de la Société bahreïnienne des droits de l'homme, l'une des premières organisations de ce type à Bahreïn, put à nouveau œuvrer ouvertement dans le domaine des droits de l'homme. Par la suite cependant, il quittera ladite organisation, en même temps que quelques-uns des autres fondateurs. En 2002, à la suite de réformes politiques de grande portée menées par le gouvernement de Bahreïn, par lesquelles des groupes militants indépendants étaient désormais autorisés à opérer, Rajab entreprit, en collaboration avec Abdulhadi al-Khawaja et d'autres, de mettre sur pied le Centre bahreïni des droits de l'homme (BCHR, selon son sigle anglais), où Rajab remplit le rôle de responsable du programme de formation et de chef documentaliste ; il y assuma par la suite la fonction de vice-président et de chef des relations internationales, jusqu'à ce qu'il reprît finalement, des mains de Abdulhadi Alkhawaja, la présidence du BCHR elle-même, poste qu'il occupe toujours en août 2012.
Nabil Rajab fut par ailleurs le cofondateur à Bahreïn de plusieurs comités des droits de l'homme privilégiant chacun un thème spécifique, comme le Comité national des victimes de la torture – Bahreïn (2003), le Comité des sans-emploi et des sous-payés (2005), le Comité pour un logement décent (2005), le Comité des bédouins (apatrides) (2005), et le Comité de défense des militants des droits de l'homme en détention (2007).

### Droits des travailleurs immigrés
Rajab est l'un des fondateurs du premier comité de protection des travailleurs immigrés dans les pays du Golfe, le Migrant Workers Protection Group (en 2003),. Le 28 avril 2007, le parlement de Bahreïn adopta une loi interdisant aux travailleurs immigrés non mariés d'habiter dans des zones résidentielles. Le BCHR publia à cette occasion un communiqué de presse condamnant cette décision comme étant une mesure discriminatoire propre à encourager des attitudes racistes de rejet envers les travailleurs immigrés,. Rajab, alors vice-président du BCHR, déclara :

« Il est révulsant de constater que les Bahreïnis, tout en ne répugnant pas à se reposer sur les bienfaits qu'apporte le dur labeur, et souvent aussi les souffrances, de ces gens, refusent dans le même temps de vivre à côté d'eux sur un pied d'égalité et dans la dignité. La solution ne consiste pas à forcer les travailleurs immigrés dans des ghettos, mais à exhorter les entreprises à améliorer les conditions de vie des travailleurs – et non de les héberger en grand nombre dans des espaces inadaptés – et à rehausser leur niveau de vie,. »

En octobre 2009, Nabil Rajab fut élu président de CARAM Asie pour une durée de deux ans. CARAM, organisation non gouvernementale régionale ayant son siège dans la capitale de la Malaisie, Kuala Lumpur, œuvre pour la défense des droits des travailleurs immigrés, en s'efforçant de réduire tous les dangers auxquels leurs communautés sont plus particulièrement vulnérables, y compris le VIH, et de faire respecter leurs droits sanitaires,. Le 24 février 2010, Rajab donna devant le Congrès mondial contre la peine de mort à Genève un exposé sur le thème Travailleurs immigrés et peine de mort à Bahreïn et en Arabie saoudite,. Il attira l'attention sur l'exceptionnelle vulnérabilité des travailleurs immigrés à cet égard dans les pays où les abus et les violations des droits ont valeur de système.

### Activités menées conjointement avec d'autres organisations internationales des droits de l'homme

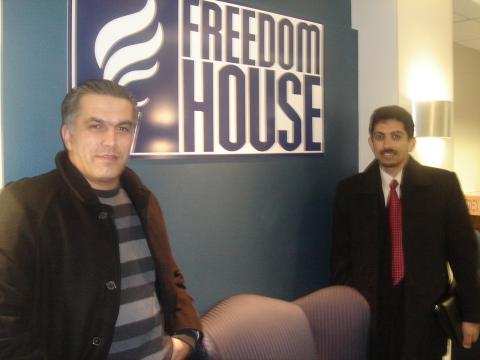
Visite de Nabil Rajab (à gauche) à la Freedom House, en compagnie de Abdulhadi Alkhawaja (à droite).

En décembre 2009, Nabil Rajab devint membre du comité consultatif de la division Proche-Orient et Afrique du Nord de l'organisation Human Rights Watch, poste qu'il occupera jusqu'en février 2012. En juillet 2010, la Fédération internationale des droits de l'homme (FIDH) nomma Rajab au poste de Secrétaire général délégué et de Représentant permanent de la FIDH dans les pays du Conseil de coopération du Golfe,. Enfin, il est également membre du Arab working group for media monitoring.

### Reconnaissance internationale
In 2011, Rajab reçut le Prix pour la démocratie Ion Rațiu, décerné chaque année par le Woodrow Wilson International Center for Scholars,; celui-ci, dans l'exposé des motifs justifiant son choix, déclare apprécier chez le lauréat d'avoir « travaillé sans relâche, et en s'exposant à de considérables périls personnels, pour faire avancer la cause des libertés démocratiques et des droits civiques pour les citoyens de Bahreïn ». Le 13 septembre, Rajab se vit remettre le prix Silbury, d'origine britannique, pour « faciliter son œuvre humanitaire en cours et ses efforts en faveur des droits de l'homme ». En décembre, l'Organisation arabo-américaine pour la démocratie et les droits de l'homme l'a recensé parmi les quinze « dirigeants du printemps arabe » ; y sont également cités les militants bahreïnis Abdulhadi al-Khawaja et Mohamed al-Maskati.
En 2012, le BCHR dirigé par Rajab remporta le prix Freedom of Expression Advocacy Award de l'organisation londonienne Index on Censorship ; ce prix, financé par le cabinet d'avocats des droits de l'homme Bindmans LLP, vise à « apporter reconnaissance à des militants ou à des organisateurs de campagne ayant été confrontés à la répression, ou ayant eu à lutter contre des climats ou des perceptions politiques hostiles. »,. En août 2012, le BCHR fut récipiendaire de la Médaille de la liberté Roger Baldwin décernée par l'organisation américaine Human Rights First et leurs membres remportèrent en 2013 le prix Rafto en reconnaissance de « leur longue lutte courageuse pour les droits fondamentaux ».

## Persécutions gouvernementales dans la période antérieure à 2011

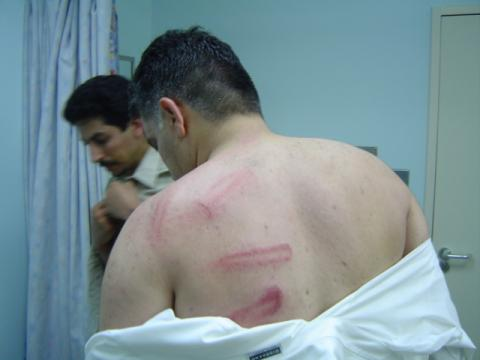
Marques sur le dos de Nabil Rajab dues aux coups que la police lui aurait assenés lors du mouvement de protestation de juillet 2005.

Selon l'organisation Front Line Defenders, Rajab fait l'objet depuis 2005 de harcèlements ininterrompus, incluant agressions physiques et campagnes médiatiques de dénigrement ; ces dernières sont relayées par la télévision d'État, des stations de radio, l'agence de presse de Bahreïn (la BNA, selon son sigle anglais) et la presse écrite, notamment Al-Watan, proche du gouvernement,,. Lors d'une campagne postale dirigée contre lui et son épouse, des milliers de lettres auraient été distribuées. Human Rights Watch aussi bien que Reporters sans frontières le signalent comme étant spécialement visé par les autorités de Bahreïn en raison de ses activités en faveur des droits de l'homme,.
D'après un rapport de la Commission de l'immigration et du statut de réfugié du Canada, publié le 15 juillet 2005, Nabil et plusieurs autres furent battus par les Forces spéciales alors qu'ils participaient à une manifestation pacifique de solidarité avec le Comité pour les sans-emploi,. Le BCHR affirme que Rajab contracta alors une lésion de l'épine dorsale, une fracture du bras et d'un doigt, et une blessure à la tête, nécessitant une hospitalisation de deux semaines.
Pendant que, au cours de l'été 2010, le gouvernement tentait de renforcer son emprise, une photographie de Rajab, assorties d'accusations selon lesquelles il soutiendrait un réseau terroriste et s'emploierait à « publier de faux rapports et de fausses informations », fut plusieurs fois publiée par le quotidien pro-gouvernemental Al-Watan. Le journal Gulf Daily News publia également une photo de Rajab, le désignant comme un des « soutiens » dudit réseau. Quelques jours plus tard, l'agence de presse de Bahreïn publia un fichier PowerPoint relatif au supposé réseau terroriste,, lequel fichier, selon le BCHR et Human Rights Watch, citait Rajab comme étant officiellement accusé de participation à réseau terroriste ; cependant, cette assertion se trouva supprimée dès le lendemain,.
Entre-temps, les autorités avaient édicté contre Rajab une interdiction professionnelle, par laquelle il lui était défendu d'exercer quelque activité que ce soit au Bahreïn et donc impossible d'assurer ses revenus. L'interdiction fut par la suite levée sans autre forme d'explication,. À la mi-août 2010, un certain nombre de militants de l'opposition furent à nouveau arrêtés. Selon Rajab, un mandat d'arrêt fut lancé contre lui le 8 septembre, mais levé ensuite le 18 octobre. Rajab était aussi frappé d'une interdiction de voyager durant cette période,.

## Engagement dans le soulèvement de février 2011

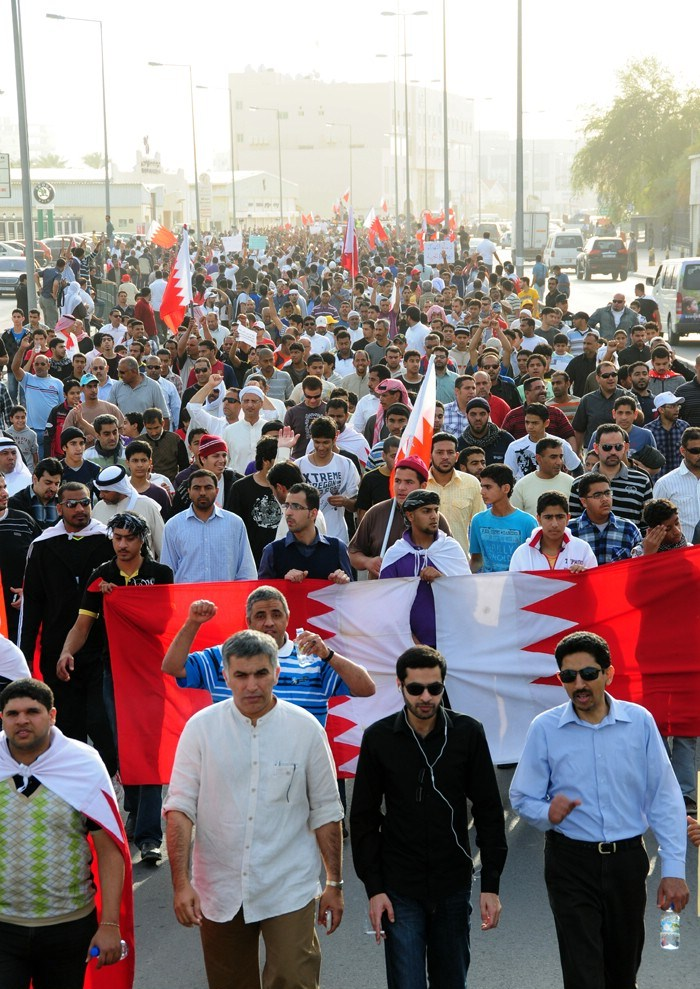
Nabil Rajab (deuxième à partir de la gauche), Ali Abdulemam (au centre) et Abdulhadi Alkhawaja (à droite) participant le 23 février 2011 à une marche pour la démocratie.

### Mise en contexte
Début février 2011 commença à Bahreïn une série persistante de manifestations en faveur de la démocratie, dont le centre névralgique était la place de la Perle, dans la capitale Manama, et qui s'inscrivait plus largement dans le dénommé printemps arabe. Les autorités répliquèrent par une razzia le 17 février, menée nuitamment, qui entraîna la mort de quatre protestataires et en blessa 300 autres, et que l'on désignera plus tard par jeudi sanglant. Le mouvement de protestation néanmoins se poursuivit pendant encore un mois, mobilisant le 22 février plus de 100 000 personnes, événement considérable dans un pays de seulement un demi-million d'habitants,,, jusqu'à ce qu'un millier d'hommes de troupe et de policiers dépêchés par le Conseil de Coopération du Golfe ne vînt, sur requête du gouvernement de Bahreïn, prêter main-forte aux autorités et que l'état de siège ne fût proclamé pour une durée de trois mois. Le durcissement de la répression qui s'ensuivit, ne put empêcher quelques protestations de plus faible ampleur et des heurts de continuer à se produire à un rythme quasi quotidien, pour la plupart dans des zones situées en dehors des quartiers d'affaires de Manama, avec cependant quelques rares manifestations dans le centre de la capitale,. En avril 2012, l'on faisait état déjà de plus de 80 personnes décédées depuis le début du soulèvement.
Des affrontements quasi journaliers entre manifestants et forces de l'ordre ont encore eu lieu tout au long du mois de janvier 2013.

### Rôle de Nabil Rajab dans le soulèvement
Tout au long du soulèvement, Rajab fit figure de « voix dénonciatrice des violations des droits de l'homme », et fut l'un des rares à n'avoir jamais cessé de critiquer le gouvernement pendant l'état de siège,. Il ne se priva pas de dénoncer les discriminations que subissaient les chiites, notamment à travers leur sous-représentation au parlement ; toutefois, à la différence des autres groupes d'opposition, qui privilégiaient les villages chiites pour organiser des actions de protestation, Rajab insistait qu'elles eussent lieu dans la capitale même. Il prit ainsi la tête de nombreuses manifestations, dont plusieurs à Manama, le mettant en face à face avec les forces de sécurité, et lui valant d'être qualifié par Al Jazeera de « chef inofficiel du mouvement du 14 février » et par The Atlantic de « dirigeant de fait de la persévérante insurrection à Bahreïn ». Rajab lui-même préférait se décrire comme un militant ordinaire, précisant qu'il ne s'était pas donné pour tâche d'organiser la contestation dans son pays ; ainsi il déclara : « Je suis parmi les gens et un des leurs. Si j'ai voulu jouer un rôle dans le soulèvement, c'est parce que je crois qu'il faut que nous nous mettions debout. Cela est dangereux et il nous en coûte, mais c'est la seule manière selon nous d'obtenir le changement ».
Le magazine Foreign Policy observa, dans son numéro d'août 2012, qu'une grande partie de la communauté sunnite voyait en Rajab plutôt un fauteur de troubles; en effet, si la secte majoritaire au Bahreïn est constituée de musulmans chiites, les sunnites, qui composent une minorité notable, occupent le sommet du pouvoir politique. Al Wefaq, le parti d'opposition le plus important, est un mouvement chiite, il est vrai internationalement reconnu comme modéré, et étroitement lié aux partis d'opposition laïcs. Bien que Rajab lui-même ait pris position contre le sectarisme, il reste néanmoins qu'un des motifs d'opposition à son mouvement est la crainte (particulièrement vive chez les sunnites) que les protestations ne conduisent à l'arrivée au pouvoir des islamistes chiites.
Le 20 mars 2011, tôt le matin, un groupe de vingt à vingt-cinq hommes masqués, certains armés de fusils, accompagnés de plusieurs dizaines d'hommes en uniforme des forces de sécurité de Bahreïn, firent irruption au domicile de Rajab. Ses dossiers et son ordinateur furent confisqués et lui-même mis en détention. Selon ses déclarations, les hommes lui mirent des menottes et un bandeau sur les yeux, le jetèrent à l'arrière d'un véhicule, avant de l'injurier, de le frapper et de le menacer de le violer ; puis, après qu'il eut refusé de dire qu'il aimait le premier ministre, ils lui auraient donné des coups de pied. Ensuite, on l'emmena dans un lieu de détention dépendant du ministère de l'Intérieur à Adliya, dans la banlieue de Manama. Il fut relâché après avoir été brièvement interrogé à propos de quelque chose qu'il ignorait,,.
Le 10 avril, des officiels accusèrent publiquement Rajab d'avoir fabriqué les photographies, publiées sur son compte Twitter, du corps d'Ali Isa Ibrahim Saqer, mort en détention le 9 avril. Le ministère de l'Intérieur annonça que Rajab serait déféré devant le procureur militaire en vue d'une procédure judiciaire. Lesdites photos, qui montraient des traces de lanières couvrant tout le dos de Saquer et autres signes de sévices corporels, furent certifiées authentiques par un observateur de HRW qui avait examiné le corps avant inhumation,. Ultérieurement, cinq gardiens de prison eurent à répondre de la mort de Saqer.

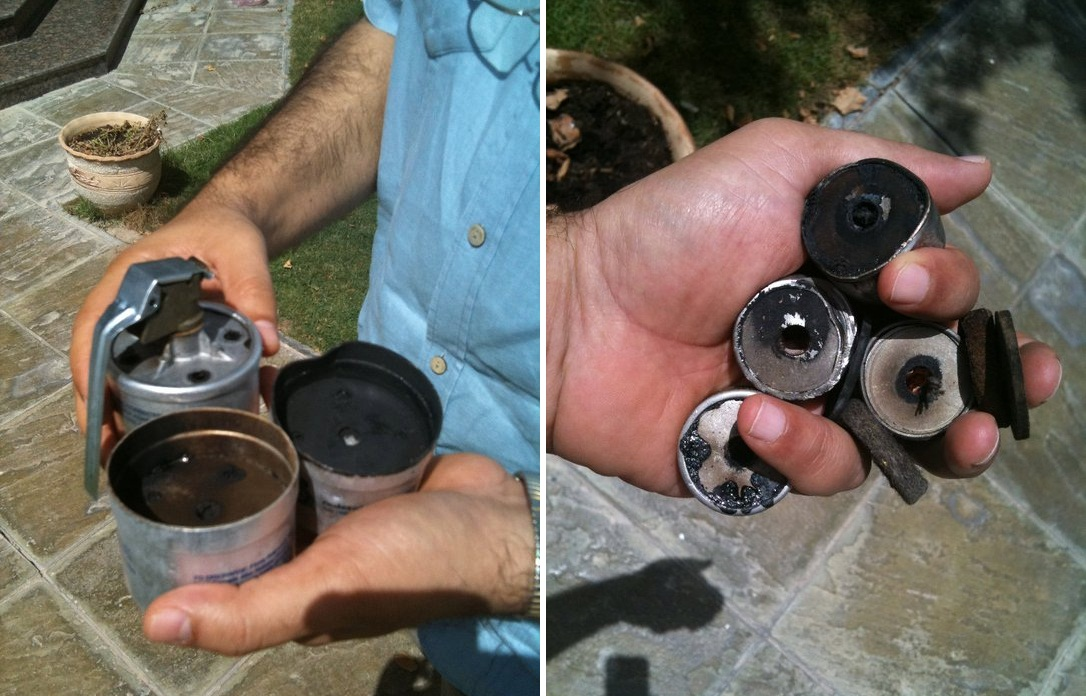
Grenades lacrymogènes tirées sur la maison de Nabil Rajab le 18 avril (à gauche) et le 21 mai (à droite).

Lors d'incidents les 18 avril, 21 mai et 15 décembre, des assaillants inconnus lancèrent des grenades lacrymogènes contre la résidence de Rajab dans le village de Bani Jamra. Lors du premier de ces incidents, HRW identifia les grenades lancées comme étant des munitions de fabrication américaine, que les forces de sécurité de Bahreïn sont seules à détenir. Par ailleurs, du gaz lacrymogène pénétra jusque dans le domicile attenant, habité par la mère de Rajab, âgée de 78 ans et atteinte d'une affection respiratoire, et provoqua chez celle-ci une grave crise,. Le 21 mai, quatre grenades lacrymogènes furent tirées en direction de la maison. Cette fois, selon Rajab lui-même, les grenades étaient plus petites que celles utilisées lors de l'attaque de la mi-avril et dépourvues de marques d'identification du fabricant,,.
Selon le BCHR, les autorités organisèrent en mai 2011 une campagne anonyme de calomnies dirigée contre Rajab et contre Maryam al-Khawaja, vice-présidente du BCHR. Plus tard ce même mois, Rajab affirma que son oncle, Mohammad Hassan Mohammad Jawad, âgé de 65 ans, militant en détention, avait été torturé au motif de leur lien de parenté. Il fit état en outre de ce que le service de sécurité de l'aéroport Muharraq de Bahreïn l'avait empêché de se rendre à Beyrouth pour assister à une assemblée de l'IFEX, l'Échange international pour la liberté d'expression, qui s'y tenait en mai,,, ainsi qu'à une conférence d'Amnesty International en juin.
Le 31 mai, peu après que le roi de Bahreïn eut appelé, sans poser de préalables, à un dialogue national, qui s'ouvrirait dès le début de juin, la cour nationale de sûreté émit un mandat d'arrêt contre Rajab en même temps que contre plusieurs parlementaires de premier plan liés à l'association politique chiite Al Wefaq,. Rajab était accusé d'avoir diffusé de fausses nouvelles et fait de fausses déclarations concernant la situation à Bahreïn et d'avoir incité à la haine et à l'irrespect vis-à-vis d'une secte religieuse spécifique, outre d'avoir humilié le roi de Bahreïn. Tous les détenus cependant furent élargis dès le même jour,.

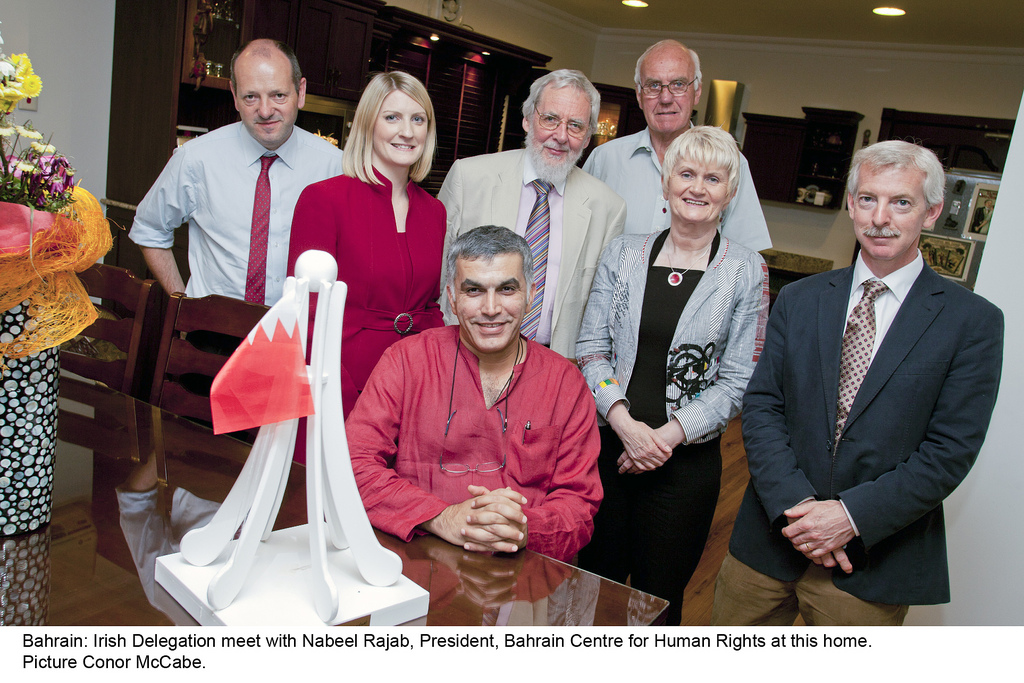
Une délégation irlandaise s'entretient avec Nabil Rajab à son domicile le 14 juillet 2011.

En novembre, Rajab participa à une mission internationale composée de six membres et chargée de recueillir des éléments factuels concernant le soulèvement. La mission publia un rapport de 27 pages et formula onze recommandations pour remédier aux violations des droits de l'homme à Bahrain,. En décembre, Rajab ainsi que deux autres militants des droits de l'homme reçurent par voie de leur compte Twitter des menaces de mort de la part d'un agent de la sûreté à la retraite, et le 6 janvier 2012, après avoir pris la tête d'une manifestation nocturne pacifique à Fariq el-Makharqa, dans la ville de Manama, Rajab fut brièvement gardé à vue et dut être hospitalisé pour cause de blessures consécutives à des coups qui lui auraient été portés, et que l'opposition imputa aux forces de sécurité. Par voie de leur compte Twitter, le ministère de l'Intérieur rejeta cette accusation, précisant que la police avait trouvé Rajab « étendu sur le sol » et l'avait transporté à l'hôpital.
Le 12 février 2012, Rajab fut une nouvelle fois brièvement détenu après qu'il eut essayé, accompagné de sa famille, de faire une marche vers le lieu emblématique qu'est la place de la Perle à Manama,. Rajab expliqua qu'il avait fait ce geste pour qu'il servît d'exemple propre à encourager des manifestants d'âges les plus divers à prendre part aux protestations. Cependant, à la suite de l'attention médiatique dont avaient bénéficié les actions de l'opposition pendant le Grand Prix automobile de Bahreïn en avril 2012, le gouvernement décida d'opérer un serrage de vis légal, par l'effet de quoi Rajab fut à plusieurs reprises arrêté puis relâché.

### Arrestation du 5 mai
Le 5 mai, Rajab fut arrêté à l'aéroport international de Bahreïn au moment il rentrait du Liban, la veille du jour où devait avoir lieu une audition devant le tribunal en relation avec une manifestation à laquelle il avait participé en mars. Julian Assange déclara alors croire que l'arrestation de Rajab était liée à sa présence à World Tomorrow, émission de télévision animée par Assange, tandis que l'organisation américaine Project on Middle East Democracy (POMED) penchait plutôt pour y voir un lien avec un entretien accordé à l'émission HARDtalk de la BBC. Le lendemain, le ministère de l'Intérieur publia un communiqué selon lequel Rajab avait été arrêté pour « avoir commis un certain nombre de délits ». Avant son arrestation, Rajab avait annoncé son intention de ne pas assister à l'audience du tribunal, compte tenu que le pouvoir judiciaire à Bahreïn n'était autre qu'un « outil employé contre les défenseurs des droits de l'homme et les personnes appelant à la démocratie et à la justice ».
Le 6 mai, Rajab fut accusé, selon son avocat, « d'avoir insulté un organisme de l'État par l'intermédiaire de Twitter ». Le quotidien en ligne Manama Voice identifia comme motif probable les tweets de Rajab critiquant le ministère de l'Intérieur. Les tweets en question avaient en effet laissé entendre que le ministère ne menait pas « de véritable enquête sur les morts de civils », ce qui, du reste, avait déjà été confirmé par un rapport de la Commission indépendante d'enquête de Bahreïn (BICI, selon son sigle anglais), lequel rapport qualifiait les constatations du ministère de l'Intérieur comme étant « dans de nombreux cas édulcorées et biaisées dans un sens qui lui est favorable. ».
Quoique Rajab eût plaidé non coupable devant ces accusations, le procureur décida de le maintenir en détention pour sept jours. Le 12 mai, le ministère public prolongea sa détention d'une semaine encore. Le 16 mai, cinquante-cinq avocats avaient tenu à être présents dans la salle d'audience en solidarité avec Rajab, qui plaida à nouveau non coupable en alléguant que l'accusation portée contre lui était « malveillante ». Nonobstant qu'une libération provisoire sous caution lui eût été accordée le 20 mai, Rajab fut maintenu en détention, sur l'accusation cette fois d'avoir « organisé des manifestations illégales ». Les militants d'opposition accusèrent les autorités de Bahreïn de chercher n'importe quel prétexte pour tenir Rajab éloigné de la place publique.

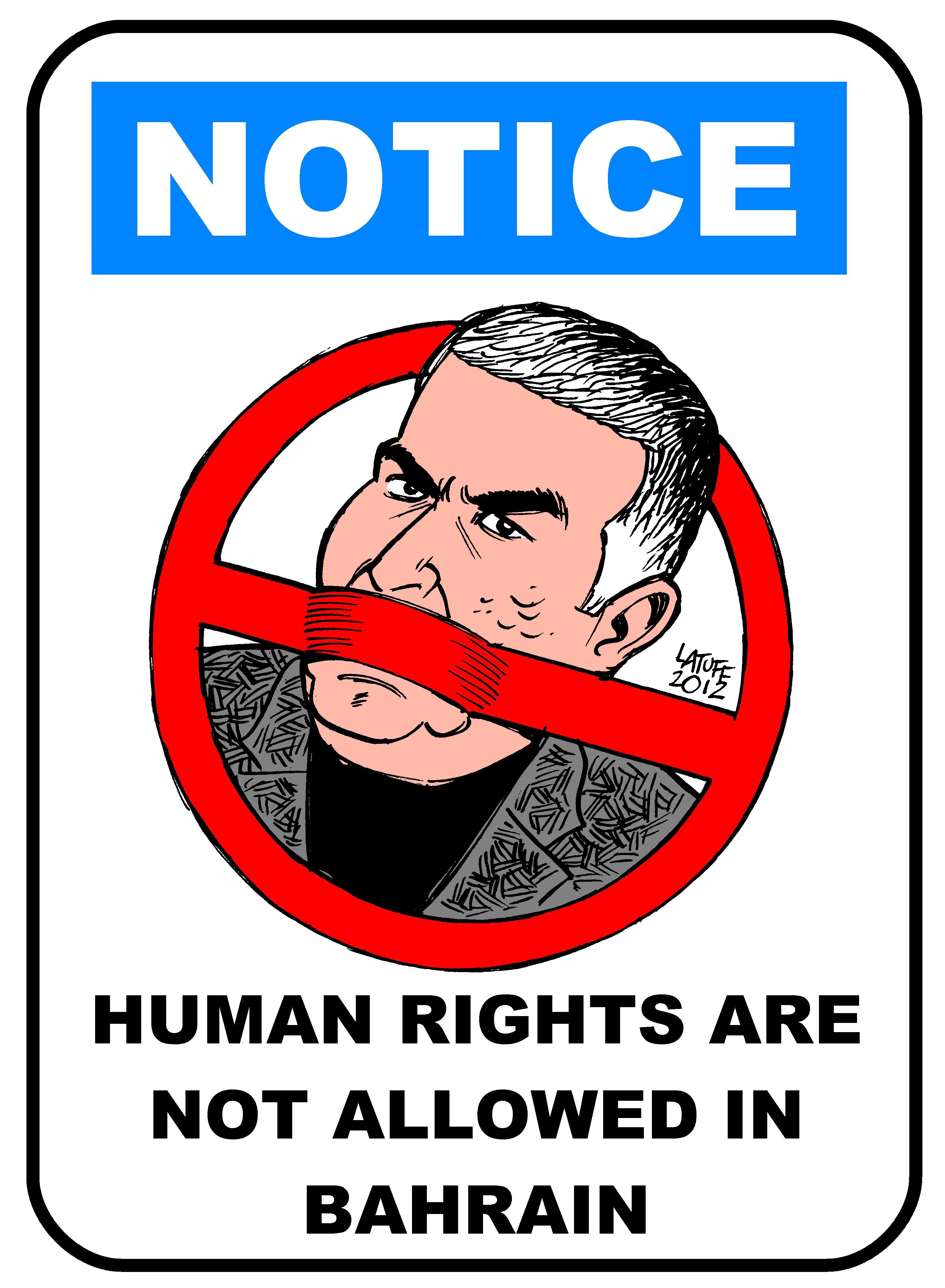
Dessin créé par Carlos Latuff à la suite de l'arrestation de Rajab en mai 2012.
AVIS : LES DROITS DE L'HOMME NE SONT PAS ADMIS À BAHREÏN

La porte-parole du Haut Commissaire des Nations unies aux droits de l'homme se déclara préoccupée par l'arrestation de Rajab. Le sénat australien adopta à l'unanimité un règlement enjoignant à son gouvernement de « faire des représentations directes aux autorités de Bahreïn à l'effet d'une remise en liberté immédiate de Nabil Rajab. ». Amnesty International qualifia Rajab de prisonnier de conscience, et appela à sa libération immédiate et inconditionnelle. Les organisations des droits de l'homme Arab Program for Human Rights Activists, BCHR, Cairo Institute for Human Rights Studies, FIDH, Freedom House, et le parti politique Al Wefaq, exigèrent sa libération. Le Bahrain Forum for Human Rights appela Ban Ki-moon, secrétaire-général des Nations unies, à intervenir pour faire relaxer Rajab, et le dessinateur politique Carlos Latuff créa pour l'occasion une caricature mettant en scène Nabil Rajab.
Le 28 mai, après avoir passé vingt-quatre jours en détention, Rajab était remis en liberté provisoire sous caution, mais restait sous le coup d'un interdiction de voyager.

### Arrestation du 6 juin
Après une courte période de liberté, Rajab fut à nouveau arrêté le 6 juin 2012, au motif qu'il aurait « publiquement insulté des résidents d'un quartier à prédominance sunnite en raison de leurs liens avec la dynastie régnante », soit déjà la sixième accusation portée contre lui en l'espace d'un mois. Human Rights Watch et d'autres organisations des droits de l'homme, qui participaient à ce moment-là à une session de la Revue périodique universelle, demandèrent instamment la libération de Rajab. Il fut relâché sous caution le 27 juin, mais en continuant de devoir faire face à trois chefs d'inculpation portant sur ses activités Twitter et deux en rapport avec l'organisation de protestations « illégales ».

### Arrestation du 9 juillet
Le 7 juillet, Rajab fut à nouveau frappé d'une interdiction de se déplacer, et deux jours plus tard fut arrêté à son domicile par plus d'une douzaine d'agents de sécurité masqués,, quelques heures après qu'une cour de justice l'eut condamné à trois mois de prison pour un tweet parmi six dans lequel il critiquait le Premier Ministre de Bahreïn et que la cour avait jugé insultant pour les Bahreïniens. L'Observatoire pour la protection des défenseurs des droits de l'homme qualifia l'arrestation de « détention arbitraire ». Dans le tweet incriminé, Rajab avait écrit que « chacun sait que vous [le premier ministre] n'êtes pas populaire et que, n'était le besoin d'argent, vous n'eussiez pas été le bienvenu chez eux [les résidents d'al-Muharraq]. » Le chef d'inculpation faisait état de « flétrissure publique à l'encontre des habitants d'al-Muharraq et mise en doute de leur patriotisme par des expressions malgracieuses diffusées par la voie de réseaux sociaux. »
L'avocat de Rajab déclara que le verdict était inattendu, dans la mesure où le délit d'insulte est normalement puni d'une amende. Human Rights First, Human Rights Watch, et dix-neuf membres du Congrès des États-Unis appelèrent à ce que Rajab fût remis en liberté. Quatre organisations bahreïniennes des droits de l'homme publièrent une déclaration commune condamnant la sentence, tandis que cinq partis politiques tinrent un sit-in en solidarité avec Rajab. Yousif al-Mahafdha du BCHR expliqua « qu'on l'avait arrêté pour envoyer à tous les militants le message qu'ils seront arrêtés comme lui s'ils parlent aux médias ».
Si Rajab fut certes, lors de l'appel prévu pour le 23 août, acquitté de cette accusation, il dut néanmoins rester en détention en rapport avec une autre sentence prononcée contre lui. Selon l'agence bahreïnienne de presse, le juge décida de relaxer Rajab au motif qu'il « n'était pas satisfait des preuves présentées ». Au cours du procès, Rajab, selon ce qu'en rapporta son avocat, se plaignit de « torture physique et psychologique » en prison et de confinement solitaire dans une « cellule sombre ».

### Sentence du 16 août
Le 16 août 2012, Rajab fut condamné à un an de prison pour chacun des trois chefs d'accusation, soit un total de trois ans d'emprisonnement. Ces chefs d'accusation étaient énoncés comme suit : « pratiques illégales, incitations à attroupement, et appels à manifestation non autorisée par l'intermédiaire de réseaux sociaux », « participation à assemblée illégale », et « participation à un rassemblement illégal et appel à manifester sans notification préalable ». L'accusateur public indiqua que les incitations adressées par Rajab à ses partisans avaient conduit à des actes de violence, y compris des blocages de route et des jets de cocktails molotov, affirmant textuellement que « le ministère public avait apporté les preuves de ce que l'inculpé avait appelé, lors d'allocutions publiques, à une manifestation pour affronter les forces de sécurité, en incitant à la violence et à l'escalade contre les forces de l'ordre, ce qui provoqua la mort de plusieurs personnes durant ces confrontations ». Le pourvoi en appel devait avoir lieu le 10 septembre. Rajab fut incarcéré dans la prison de Jaww. Le 20 août, il fut autorisé à téléphoner pendant deux minutes avec sa famille, et fit part alors de ce qu'il était en cellule d'isolement, sans accès à la presse.

#### Réactions à Bahreïn
Samira Rajab, ministre d'État de l'Information (et lointaine cousine de Nabil Rajab), déclara que Rajab avait eu un procès équitable et avait toujours pu avoir recours à l'assistance d'un avocat sans restriction aucune, arguant par ailleurs que si des poursuites judiciaires avaient été engagées contre lui, c'était parce que – quoiqu'il s'en défende et affirme n'être qu'un militant des droits de l'homme – il s'était en réalité investi dans une activité politique,. C'est du reste un argument semblable (tentative de coup d'État) qu'employa contre les travailleurs sanitaires de Bahreïn un parlementaire désigné par les autorités en vue de la mise en jugement de ceux-ci.
L'épouse de Rajab accusa le ministre de mentir aux médias internationaux et d'avoir fabriqué les documents vidéo montrés lors d'une conférence de presse. Les procédures judiciaires suivies, dit-elle encore, sont la claire démonstration de l'inexistence de toute justice véritable à Bahreïn et la preuve d'un pouvoir judiciaire sous influence. Me Jishi, l'avocat de Rajab, déclara que le gouvernement voulait « envoyer un message » — intention confirmée par l'allocution prononcée cette même semaine par le roi de Bahreïn, où il avait été question du devoir de « protéger les citoyens paisibles et bienveillants, qui ne cherchent pas à usurper le pouvoir ».
Pour le BCHR, la seule raison pour laquelle Rajab avait été pris pour cible était d'empêcher qu'il pût poursuivre son travail légitime et pacifique en faveur des droits de l'homme. Le parti politique El Wefaq déclara que le verdict contre Rajab était une preuve de plus de la volonté du gouvernement de ne pas trouver de solution à la crise, et souligna que les détenus politiques étaient à considérer comme des objecteurs de conscience et que donc le régime n'était pas en droit de les utiliser comme otages « dans le cadre de son plan de sécurité en réponse à la crise politique ». Justin Gengler, chercheur bahreïnien établi au Qatar,, observa que l'actuel roi réformiste de Bahreïn commençait malheureusement à sonner sinistrement comme son oncle Khalifa ben Salmane al-Khalifa. Le 18 août, un certain nombre de militants politiques et des droits de l'homme tinrent un sit-in en solidarité avec Rajab au siège du parti de gauche Société nationale d'action démocratique. Le 31 août, un tronçon d'autoroute de trois kilomètres fut inondé par des milliers de manifestants scandant des slogans pour la libération de Nabil Rajab.

#### Réactions internationales
Plusieurs experts indépendants appartenant aux Nations unies, parmi lesquels le Rapporteur spécial sur les défenseurs des droits de l'homme et le Rapporteur spécial sur la liberté de rassemblement et d'association pacifiques, firent part de leur sérieuse préoccupation concernant la « campagne de persécution » dirigée par le gouvernement de Bahreïn contre les militants des droits de l'homme et appelèrent à la mise en liberté immédiate de Nabil Rajab. Ils pressèrent les autorités de Bahreïn de respecter le droit de rassemblement pacifique et la liberté d'expression, et de relâcher sans retard quiconque avait été arbitrairement mis en réclusion pour avoir exercé des droits légitimes,.
À ces critiques vinrent s'associer celles exprimées par les États-Unis et l'Union européenne. Le porte-parole du département d'État qualifia le verdict de profondément troublant, et rappela la liberté fondamentale pour chacun de prendre part à des actions civiques de désobéissance pacifique. Le département d'État exhorta le gouvernement de Bahreïn à « prendre tout mesure utile propre à instaurer un esprit de confiance à travers toute la société bahreïnienne » et à « engager un dialogue véritable avec l'opposition politique et avec la société civile », des faits tels que la condamnation de Rajab étant en effet de nature à provoquer au contraire de nouvelles divisions au sein de la société de Bahreïn.
Sanjeev Bery d'Amnesty International critiqua la réaction américaine comme tardive et insuffisante, se référant en particulier au témoignage de Michael Posner (cofondateur et directeur de Human Rights First), dans lequel celui-ci indiquait que l'affaire Rajab était « un peu plus compliquée que cela », ainsi qu'aux réponses données aux journalistes par Victoria Nuland, porte-parole du département d'État, où elle avoua « avoir tellement tardé » (it took [her] so long) d'appeler à la libération de Rajab. La FIDH jugea la réaction américaine « cruellement insuffisante », en ajoutant que les États-Unis semblaient vouloir « clore les yeux sur les violations des droits de l'homme à Bahreïn ». Le BCHR blâma la « réaction silencieuse » des États-Unis à l'arrestation de Najab, remarquant qu'il « apparaissait y avoir un lien entre l'absence de pression de la part du gouvernement américain et la volonté du gouvernement de Bahreïn de durcir la confrontation ».
L'Union européenne prit connaissance du verdict avec préoccupation et dit escompter que celui-ci soit « reconsidéré lors du procès en appel ». Un porte-parole du ministère français des Affaires étrangères, après avoir réaffirmé le droit à la liberté d'expression, appela au dialogue comme moyen de résoudre la crise politique ; le quai d'Orsay publia un communiqué ainsi libellé : « Nous sommes troublés par la peine sévère infligée à M. Rajab et espérons qu'elle sera revue en appel ». Un porte-parole du Foreign Office britannique se dit préoccupé par la durée de la sentence et appela les militants de l'opposition à s'abstenir d'inciter à la « violence ou à d'autres actions illégales ». « Nous insistons auprès du gouvernement de Bahreïn pour qu'il agisse de façon proportionnée dans chaque cas. Le droit des individus à protester pacifiquement et la liberté d'expression sont des éléments fondamentaux de toute démocratie moderne et doivent être respectés », ajouta le porte-parole du Foreign Office.
Le jugement fut sévèrement critiqué par divers groupes de défense des droits de l'homme. Quarante-trois parmi ceux-ci signèrent un appel conjoint à la libération de Nabil Rajab. Brian Dooley de Human Rights First qualifia le verdict de choquant, même si l'on juge selon les normes « abyssales » qui, en matière des droits de l'homme, prévalent à Bahreïn. Il fit observer qu'on ne pouvait pas considérer le régime comme s'efforçant sincèrement de se réformer au regard des droits de l'homme, si dans le même temps ledit régime jette en prison pour trois ans l'un des militants les plus estimés au monde. Évoquant un « jour sombre pour la justice » à Bahreïn, Amnesty International déclara que l'emploi de tactiques aussi brutales à l'effet de réprimer les voix dissidentes pourrait laisser la communauté internationale sans aucune illusion quant à voir Bahreïn s'engager sur la voie des réformes. Human Rights Watch fit remarquer que l'on attendait encore que le gouvernement démontrât que Rajab eût fait quoi que ce fût de plus que d'exercer son droit à s'exprimer librement et à convoquer des rassemblements pacifiques, et exigea sa libération.
La FIDH, Front Line Defenders, le Gulf Centre for Human Rights, Index on Censorship, l'IFEX, Julian Assange, la Société palestinienne pour la protection des droits de l'homme, Reporters sans frontières et l'Organisation mondiale contre la torture réprouvèrent la sentence et appelèrent à la libération immédiate de Nabil Rajab. Avaaz lança une pétition à l'intention de Barack Obama, réclamant la remise en liberté de Rajab. Jane Kinninmont de l'organisation Chatham House fit état de spéculations selon lesquelles l'affaire pût être utilisée comme monnaie d'échange politique pour préparer le terrain en vue d'une nouvelle reprise du dialogue politique demandée instamment par les alliés occidentaux de Bahreïn. Elle ajouta que par ce jugement était envoyé le « signal que le gouvernement adoptait désormais une ligne plus dure sur le chapitre de la contestation. » Le professeur d'histoire Toby C. Jones affirma que le verdict « représentait la fin de toute semblant de réforme » à Bahreïn.

#### Pourvoi en appel
Le 11 décembre 2012, si la cour d’appel acquitta Rajab du chef d’accusation d’outrage à agent et réduisit par conséquent sa sentence à deux années d’emprisonnement, elle confirma en revanche le chef d’attroupement illégal. Cependant, selon les dires de son épouse, Rajab s’attendait à être libéré. L’assistant du secrétariat d’État américain, Michael Posner, appela les autorités bahreinis à lever tous les chefs d’accusation ayant rapport à des activités militantes non violentes. Jeo Stork de HRW dénonça le pouvoir judiciaire comme étant « très politisé » et qualifia la décision de la cour de « bizarre ».
Le Centre des droits de l’homme du Golfe (Gulf Center for Human Rights) releva que la défense eut à affronter nombre d’obstacles tout au long du procès en appel, pointant notamment le fait que les experts internationaux cités comme témoins à décharge se virent refuser, une fois arrivés à l’aéroport, l’entrée sur le territoire national de Bahreïn, et que les avocats ne purent avoir accès aux éléments de preuve produits par le parquet.
Le directeur d’Amnesty International pour le Proche-Orient et l’Afrique du Nord fit observer que « le geste de la cour d’appel consistant à réduire d’un an la sentence de Nabil Rajab apparaît totalement creux attendu qu’a priori il n’aurait jamais dû faire quelque séjour que ce soit en prison ». D’autres organisations des droits de l’homme, y compris Human Rights First, Front Line Defenders, la Fédération internationale des droits de l’homme (FIDH) et l’Organisation mondiale contre la torture (OMCT) condamnèrent l’arrêt de la cour d’appel et requirent la libération immédiate de Nabil Rajab.
En décembre 2013, la cour refusa à Rajab une remise en liberté anticipée après qu’il eut purgé les trois quarts de sa peine, bien que la loi bahreïni en prévoie la possibilité. L’avocat de Rajab indiqua que la cour ne fournit aucun motif pour cette décision,.

#### Remise en liberté
Le 24 mai 2014 enfin, Rajab fut libéré libéré de prison après avoir purgé la totalité de sa peine de deux ans. La FIDH accueillit la décision avec satisfaction, et dépêcha son secrétaire général, Amina Bouayach, au Bahreïn pour s’entretenir avec Rajab dès qu’il serait en liberté ; « C’est une immense joie de retrouver notre ami et collègue Nabil. Nous attendions ce moment depuis très longtemps », déclara Mme Bouayach. Rajab manifesta sa joie d’être à nouveau libre et lança un appel à la libération d’autres prisonniers et au respect des droits de l’homme.

### Arrestation d’octobre 2014
Le 1er octobre 2014, après avoir été cité devant le Directorat d’instruction pénale, Nabil Rajab fut arrêté une nouvelle fois ; il était alors tout juste de retour dans son pays après une tournée de soutien de deux mois en Europe, lors de laquelle il critiqua le gouvernement bahreïni en appelant à une action internationale contre celui-ci. Il fut inculpé d’« outrage publique à institutions officielles » pour avoir critiqué sur son compte Twitter le ministère de l’Intérieur et le ministère de la Défense et pour avoir supposément agi comme « le premier incubateur idéologique » des Bahreïnis ayant rejoint l’État islamique en Irak et au Levant (ISIL). Cette nouvelle arrestation intervint un mois après qu’un officier de sécurité travaillant au ministère de l’Intérieur s’était vu mettre fin à son contrat de travail après qu’il eut rejoint les rangs de l’ISIL et encouragé les autres officiers à faire défection également,. Le procureur fit état de ce que Rajab reconnaissait avoir publié les commentaires incriminés sur Twitter.
Lors de sa première audition le 19 octobre, Rajab nia les accusations portées contre lui. Il fut relâché à l’issue de la deuxième audition le 2 novembre, une audition suivante étant prévue pour le 20 janvier. Rajab déclara être visé en raison de son engagement pacifique en faveur des droits de l’homme et de la démocratie et qu’il n’avait au demeurant aucun regret à agir de la sorte.

### Remise en liberté de juillet 2015
Le 10 juillet 2015, l’agence de presse Bahrain News Agency annonça que le roi Hamed avait édicté un décret royal accordant à Rajab, condamné à six mois d’emprisonnement, un « pardon spécial » pour raisons de santé. Cependant, le jour de son élargissement, Rajab se vit une nouvelle fois imposer une interdiction de quitter le territoire, au motif que deux charges étaient toujours retenues contre lui, que le parquet n’avait pas classées. Il était accusé en effet d’avoir « insulté un corps statutaire » dans tel de ses commentaires à propos de supposées tortures pratiquées sur des détenus dans la prison bahreïnienne de Jaww, et d’avoir « diffusé des rumeurs fausses en temps de guerre », allusion à ses critiques contre les frappes aériennes menées au Yémen par la coalition internationale sous direction saoudienne et dont faisait aussi partie Bahreïn.

### Nouvelle arrestation en juin 2016
Le 13 juin à l’aube, Rajab fut à nouveau appréhendé à son domicile dans le village de Bani Jamra, près de Manama, et cela sans qu’aucune raison ne lui en eût été communiquée, selon la famille.

### Condamnation de juillet 2017
Le 10 juillet, il fut condamné à deux ans de prison par un tribunal bahreïnien, après avoir été déclaré coupable de « diffusion de nouvelles fausses, d’allégations et de rumeurs sur la situation interne du royaume, susceptibles d’entamer le prestige et le renom de celui-ci », selon une source judiciaire. Le verdict, contre lequel, indique la même source, un recours reste possible, fut aussitôt dénoncé par les organisations de défense des droits de l’homme tant bahreïniennes qu’étrangères. Rajab, 52 ans au moment du prononcé, fut condamné par contumace, se trouvant en effet hospitalisé depuis avril, ainsi que le signala l’Institut bahreïnien pour les droits et la démocratie. Ce même institut exprima sa réprobation de ce verdict, soulignant que Rajab avait été condamné « pour avoir parlé à des journalistes » et rappelant qu’il avait « passé plus d’un an en détention provisoire, pour une grande part en cellule d’isolement ». À l’affirmation de ses avocats selon laquelle « Rajab se vit refuser les garanties de base d’un procès équitable », la source judiciaire susmentionnée répliqua que « toutes les garanties juridiques » avaient été offertes à Rajab et que son avocat avait été présent tout au long de la procédure.

### Verdict de février 2018 et remise en liberté en juin 2020
Le 21 février 2018, Rajab fut condamné par la Haute Cour criminelle de Bahreïn à une peine de cinq ans d’emprisonnement pour ses tweets et pour avoir dénoncé des atteintes aux droits de l’homme dans son pays. Pour rappel : le premier chef d’accusation concernait un « outrage aux institutions nationales », en rapport avec la mise au jour par ses soins, en mars 2015, de mauvais traitements et de tortures pratiqués dans la prison de Jaww, et le second la « diffusion de rumeurs en temps de guerre », en rapport avec ses comptes-rendus sur les morts civiles au Yémen, Rajab ayant en effet violé ainsi l’interdiction faite par le gouvernement de publier sur ce conflit toute information critique. Enfin, il comparaissait également sous la prévention d’« offense à pays étranger » (en l’espèce : l’Arabie saoudite), telle que prévue dans le code pénal du Bahreïn,.
À la faveur de « mesures alternatives » pour le reste de sa peine, Nabil Rajab a été libéré de prison le 9 juin 2020,.

### Critiques à l'endroit des États-Unis d'Amérique
Rajab fut critique quant au rôle joué par les États-Unis à Bahrain tout au long du soulèvement. Le 26 juillet 2011, dans un entretien avec Al Jazira en langue anglaise, il se déclara déçu par le mutisme des États-Unis, et pointa leur incohérence en matière de démocratie et de droits de l'homme, les gouvernants américains exigeant en effet l'application de leurs normes dans les pays avec lesquels ils se trouvent en mauvais termes, mais négligeant de le faire dès lors qu'il s'agit de dictatures avec lesquelles ils sont en bonne relation. Le 21 décembre 2011, lors d'un entretien avec le National Post, il critiqua le soutien américain aux dictatures royales dans la région, et mit en contraste l'attitude inflexible adoptée vis-à-vis de la Syrie et de la Libye, avec l'attitude plus complaisante des États-Unis lorsqu'il s'agit de leurs propres alliés.
Dans l'édition du 8 mai 2012 de l'émission World Tomorrow, Rajab accusa les États-Unis de s'opposer à l'émergence de la démocratie à Bahreïn, et fit observer qu'alors que les autorités américaines sollicitèrent la Russie de ne pas vendre d'armes à la Syrie, eux-mêmes livraient des armes au gouvernement de Bahreïn. En juillet, peu avant son arrestation, Nabil Rajab releva que la présence de la cinquième flotte à Bahreïn avait pour effet de rendre plus ardue la lutte contre la monarchie, car le soutien américain, assorti de l'appui, ou du silence, de la communauté internationale, était interprété comme un feu vert donné à la repression et aux attaques contre les défenseurs des droits de l'homme.

## Activité en ligne
Dans le cadre de son activité militante en faveur des droits de l'homme, Nabil Rajab fait un usage assidu des médias en ligne, en particulier des réseaux sociaux tels que Facebook et Twitter. Pour renforcer le rôle privilégié qu'il entendait leur faire jouer dans ses campagnes, il cessa même de poster des messages sur les forums de discussion sur internet. Postant majoritairement en langue arabe, il se rangea à la 43e place, avec 36 040 abonnés, dans la liste des 100 personnalités arabes les plus en vue sur Twitter, établie par le magazine Forbes pour 2011 – chiffre qui s'est entre-temps accru à 175 000 au pointage de septembre 2012 ; à Bahreïn même, il se classa deuxième, derrière le ministre des Affaires étrangères Khalid ben Ahmed al-Khalifah.
Nonobstant qu'à cette occasion Nabil Rajab fût personnellement félicité par le ministre, l'usage qu'il faisait de Twitter pour signaler à l'attention du public les violations des droits de l'homme le mirent de façon répétée en conflit avec les autorités. En avril 2011, il fut menacé de poursuites en raison de la publication sur son compte Twitter d'une photo prétendument fabriquée du corps sans vie d'Ali Issa Saqer montrant les traces des tortures subies par la victime lors de sa garde à vue ; les menaces toutefois furent retirées après que des gardiens de prison eurent été inculpés de la mort de Saqer,,. Le Réseau arabe d'information sur les droits de l'homme (ANHRI, selon son sigle anglais) vit dans cette menace de poursuites contre Rajab – laquelle représente le premier exemple dans le monde arabe d'inculpation prononcée pour motif de publication d'informations sur Twitter – l'illustration de l'implacable hostilité du gouvernement bahreïni envers la liberté d'expression et de la liberté d'internet.
En 2012, l'activité militante menée par Rajab sur Twitter conduisit d'abord, après qu'il eut publié des tweets critiquant le ministère de l'Intérieur, à son incarcération pour trois semaines (deux semaines pour insultes à un corps statutaire, plus une encore pour organisation de protestations illégales – condamnation qui valut au pouvoir bahreïni la réprobation des organisations internationales des droits de l'homme), ensuite fut à l'origine d'une sentence de trois mois de réclusion à la suite d'un tweet critiquant le premier ministre, et enfin, en août 2012, entraîna la condamnation de Rajab à trois peines de prison consécutives d'un an chacune pour activités politiques illégales mettant à contribution des réseaux sociaux. Le 23 août, alors que Rajab avait déjà purgé plus de la moitié de la peine, le jugement en rapport avec le tweet dans lequel il critiquait le premier ministre fut révoqué; néanmoins, et bien qu'ayant fait appel des autres condamnations, Rajab fut maintenu en prison.

## Corrélats
- Soulèvement bahreïni